# 益永茂樹
益永 茂樹（ますなが しげき）は、日本の環境学者。横浜国立大学名誉教授、東京理科大学工学部非常勤講師、工学博士（東京大学）。

## 人物
有害物質、環境鑑識学、環境理工学（大気輸送、物質循環解析、都市圏地表環境、環境交通工学）
などについての調査研究をおこなっている。有害化学物質に汚染された水環境の評価に実績が多く、ケミカルマスバランス等の汚染源解明を行う環境鑑識学の第一人者。多くの水や底質等の汚染問題委員会に参加し、国および地域の環境汚染問題の解決に向けて取り組んでいる。

## 略歴

### 学歴
- 東京大学大学院工学系研究科博士課程修了

### 職歴
- 1980年 工業技術院公害資源研究所
- 1990年 米国研究カウンシル 上級研究アソシエートとして環境保護庁環境研究所で在外研究
- 1991年 工業技術院 資源環境技術総合研究所 (現在の独立行政法人 産業技術総合研究所）主任研究官
- 1996年 横浜国立大学環境科学研究センター助教授
- 1997年 横浜国立大学 環境科学研究センター教授
- 2001年 横浜国立大学大学院環境情報学府環境マネジメント専攻担当教授
- 2006年 横浜国立大学大学院環境情報学府環境リスクマネジメント専攻担当
- 2018年 横浜国立大学を定年退職

## 主要著書
- 演習環境リスクを計算する（2003年岩波書店）
- リスク学入門 全5巻 （岩波書店）

## 社会貢献活動

### 委員会活動
- 東京都 江東内部河川底質関連対策検討会委員
- 島根県 馬潟工業団地周辺ダイオキシン類調査対策検討会議委員
- 東京都 横十間川底質関連対策検討会副座長
- 環境省 水・大気環境局 平成17年度ダイオキシン類未規制発生源調査検討会委員
- 埼玉県 古綾瀬川底質対策検討委員会委員
- 大阪府 ダイオキシン類に関する環境対策検討委員会 底質対策専門部会専門委員
- 東京都 環境保健対策専門委員会化学物質保健対策分科会委員
- 神奈川県化学物質環境保全対策委員会委員

### 講演活動
- 「東京湾のダイオキシン汚染とその解析」港湾空港技術研究所 （2002年）
- 「医薬品の河川と下水道における存在実態とその水生生物影響に関する研究」河川整備基金助成事業成果発表会
- 「化学物質の環境リスク評価とリスク管理」第77回日本衛生学会（2007年）
- 「底質ダイオキシン類汚染の原因解明手法とヒトへの暴露」 おおさかATCグリーンエコプラザ（2008年）

### 受賞歴
- 第11回環境化学論文賞
- 土木学会論文賞「港湾域における有機スズ化合物の存在特性と水中回帰に関する現地調査」（2008年5月）

## 所属学会等
- 土木学会
- 日本水環境学会
- 日本環境化学会